# Le Charme
Le Charme – miejscowość i gmina we Francji, w Regionie Centralnym, w departamencie Loiret.
Według danych na rok 1990 gminę zamieszkiwało 141 osób, a gęstość zaludnienia wynosiła 10 osób/km² (wśród 1842 gmin Regionu Centralnego Le Charme plasuje się na 996. miejscu pod względem liczby ludności, natomiast pod względem powierzchni na miejscu 931.).